# Pâte sablée
Pour les articles homonymes, voir Sablé.
Ne doit pas être confondu avec pâté de sable.
En cuisine , la pâte sablée est l'une des pâtes de base de la pâtisserie. Elle est utilisée pour confectionner les fonds de tarte.
Elle est constituée de farine, beurre, sucre, souvent d'œufs et de sel. 
Elle peut parfois contenir de la poudre de fruits secs (amandes, noisettes, pistaches, noix, cacao…).
Elle se différencie de la pâte sucrée par le fait que le beurre est incorporé à la préparation par sablage et non par crémage, c'est-à-dire qu'il est mélangé à froid avec la farine et le sucre. Le beurre entoure ainsi chaque grain de farine et de sucre, ce qui fait qu'après la cuisson les grains ne sont pas totalement solidaires, ce qui donne la texture sablée.